# Cycniopsis humilis
Cycniopsis humilis là loài thực vật có hoa thuộc họ Cỏ chổi. Loài này được (Hochst. ex A.Rich.) A.Backlund, Asfaw & E.Langstrom mô tả khoa học đầu tiên năm 1993.